# Franz Alt (giornalista)
Franz Alt (Bruchsal, 17 luglio 1938) è un giornalista, saggista e presentatore televisivo e radiofonico tedesco.

## Biografia
Ha studiato scienze politiche, storia, filosofia e teologia presso le università di Friburgo in Brisgovia e Heidelberg. Nel 1967, ha conseguito il dottorato con una tesi su Konrad Adenauer. Ha lavorato principalmente per il canale televisivo Südwestfunk, per il quale ha condotto per vent'anni la rubrica di approfondimento politico Report Mainz.
Di formazione cattolica e politicamente moderata, ha condotto una lunga battaglia contro la presenza di centrali nucleari sul territorio nazionale, ed è considerato una figura di primo piano nella scena ambientalista ed ecologista tedesca.